# Drymophila caudata
Drymophila caudata е вид птица от семейство Thamnophilidae.

## Разпространение
Видът е разпространен в Боливия, Колумбия, Еквадор, Перу и Венецуела.